# هنری بلوس لینچ
هنری بلوس لینچ، (به انگلیسی: Henry Blosse Lynch) (زاده ۱۸ آوریل ۱۸۶۲ - درگذشته ۲۴ نوامبر ۱۹۱۳) بنیانگذار شرکت برادران لینچ بود.

## زندگی‌نامه
لینچ سرمایه‌دار، نماینده پارلمان انگلیس از ۱۹۰۶ تا ۱۹۱۰ و شریک کمپانی کشتی‌رانی دجله و فرات بود. این شرکت در خوزستان و بختیاری دو امتیاز کشتی‌رانی در رودخانه کارون و احداث جاده کاروان‌رو بختیاری (شوشتر به اصفهان) را به دست آورد. هنری بلوس لینچ برای شناسایی و بررسی امکان احداث جاده کاروان‌رو شوشتر به اصفهان و با دعوت خان‌های بختیاری به همراه شخصی به نام هولند یک راهنما و عده‌ای دیگر، در اواخر تابستان سال ۱۸۸۹ مسافرت خود را از شوشتر به‌سوی اصفهان آغاز نمود. هدف اصلی وی از این سفر به دست آوردن اطلاعات لازم دربارهٔ ارزش تجاری این راه بود که وی می‌خواست خود از نزدیک با آن آشنا گردد. لینچ در این سفر با دیدن گذرگاه بختیاری‌ها، مسافت و فاصله مناطق، روستاها و گذرگاه‌ها را از یکدیگر دریافت و در سفرنامه خود آورد. وی همچنین اطلاعات با ارزشی دربارهٔ موقعیت جغرافیایی طبیعی سرزمین بختیاری همچون کوه‌ها، تنگه‌ها، راه‌ها و نیز آثار باستانی و وضعیت اقتصادی و کشاورزی بختیاری‌ها ارائه داده‌است. همچنین اطلاعات مفیدی دربارهٔ خان‌های بختیاری به دست داده‌است. لینچ با علیقلی خان سردار اسعد بختیاری دوستی و رابطه نزدیکی داشت و از بنیان‌گذاران و گردانندگان انجمن ایرانی در لندن بود. لینچ مشاهدات سفر خود را در مقاله‌ای با نام گذر از لرستان به اصفهان نوشت و در شماره دوازدهم مجله انجمن پادشاهی جغرافیایی (دسامبر ۱۸۹۰) منتشر نمود.